# Lachesilla typhicola
Lachesilla typhicola är en insektsart som beskrevs av Garcia Aldrete 1999. Lachesilla typhicola ingår i släktet Lachesilla och familjen kviststövsländor. Inga underarter finns listade i Catalogue of Life.